# Francis Towne

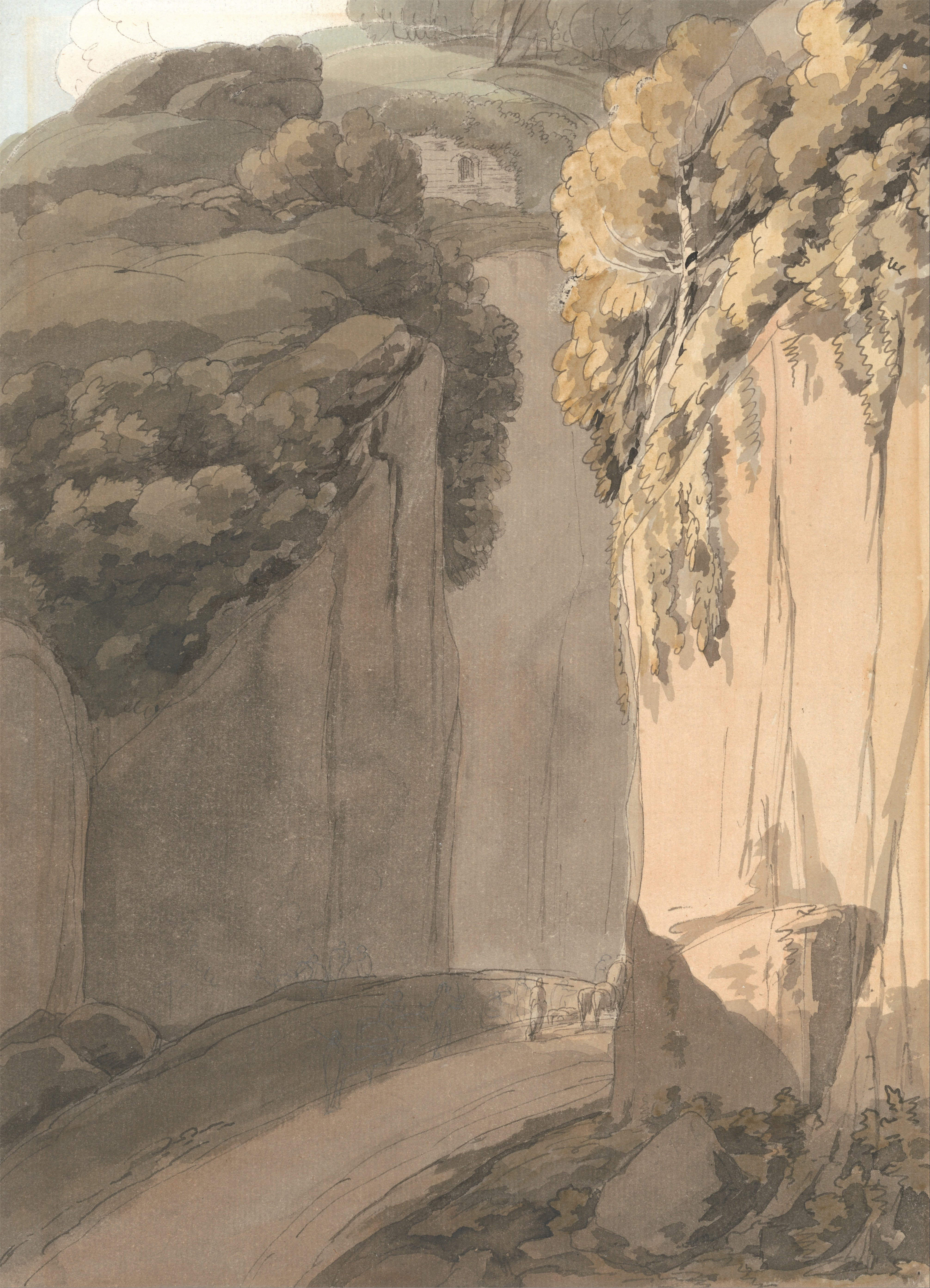
La entrada a la Gruta en Posilippo, Nápoles, 1781, poco reelaborado

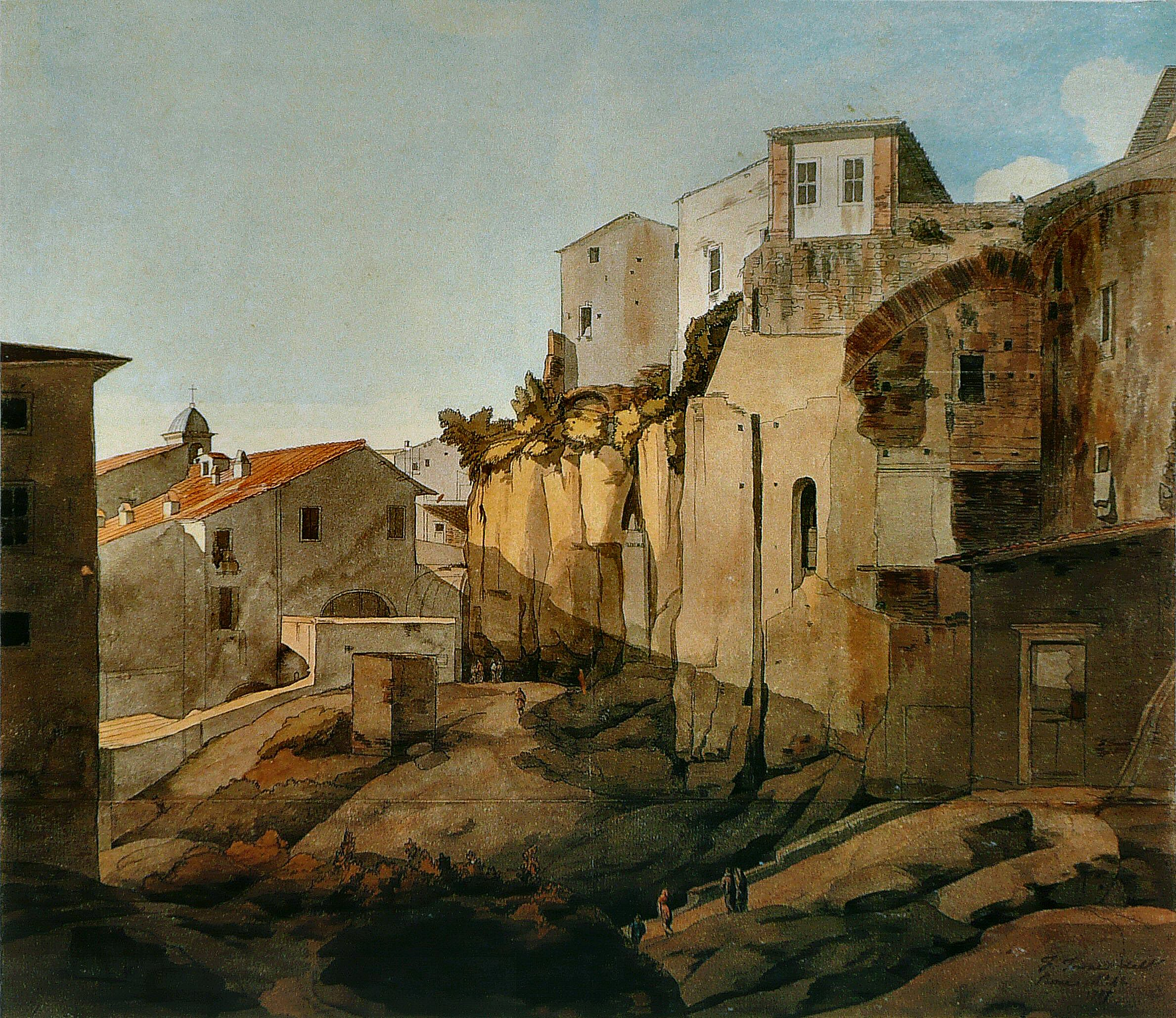
La Roca Tarpeya, Roma, 1780, reelaborado posteriormente

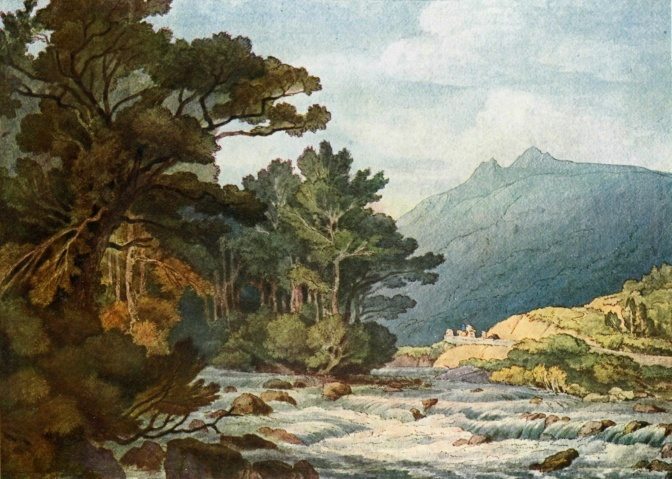
En The Dart

Francis Towne (1739 o 1740 – 7 de julio de 1816) fue un pintor británico maestro de la acuarela y el paisaje, quien pasó su carrera entre su natal Londres y Exeter. Towne viajó a Italia en 1780-81, lo que fue fuertemente formativo para su estilo, así como mucho de lo que aprendió de otros acuarelistas ingleses allí o del arte italiano. También fue en "viajes de estudio" al País de Gales y el Distrito de los Lagos. Fue razonablemente bien conocido en su vida, a pesar de fallar varias veces para obtener ser elegido para la Royal Academy, pero fue olvidado pronto después de su muerte.

## Biografía
Towne nació en Isleworth en Middlesex, hijo de un vendedor de maíz. En 1752 fue aprendiz de un destacado pintor de carruajes en Londres, Thomas Brookshead. En 1759 ganó un premio de diseño de la Sociedad de las Artes, y estudió durante un tiempo en la Academia de St Martin's Lane; de acuerdo con su alumno John White Abbott, en esta época también estudió con el retratista de la corte John Shackleton.
En 1763 Towne fue empleado por un maestro de pintores llamado Thomas Watson en Long Acre, y se fue a Exeter por negocios, donde pronto se estableció. Ya había comenzado a pintar al óleo y también enseñó dibujo, y ahora comenzó a aceptar encargos de familias adineradas de Devon. Después de una gira por el norte de Gales en 1777, llevada a cabo con su amigo, el abogado de Exeter, James White (1744-1825), comenzó a especializarse en acuarelas.
En 1780 viajó a Roma, donde conoció y pintó con John "Warwick" Smith, que había estado allí desde 1776, y William Pars, un amigo de Londres. Pasó un mes en Nápoles en marzo de 1781, quedándose con Thomas Jones. Después de regresar a Roma y realizar excursiones a Tívoli y otras áreas cercanas, viajó a Inglaterra con Smith, pasando por los Alpes. Sus obras de este viaje incluyen más de 200 hojas y 54 vistas grandes de Roma que hacen hincapié en las ruinas antiguas en lugar de los lugares de interés postclásico o la vida contemporánea de la ciudad. Estas 54 vistas fueron exhibidas más tarde como un grupo en 1805, pero nunca se vendieron; pintó copias de ellas en su lugar cuando recibió comisiones. Muchas fueron reelaboradas más tarde, comenzando alrededor de 1800, en el estilo más pesado y convencional que había adoptado en ese momento. A su muerte, Towne dejó el grupo al Museo Británico, donde permanecen.
A su regreso a Devon, Sir Thomas y Lady Acland de Killerton le pidieron que pintara algunas vistas en Devon y el norte de Gales, y en 1786 realizó una gira de pintura por el Lake District de Cumbria. Pintó versiones de sus acuarelas, de Roma y de otros lugares, en óleo, principalmente para someterse a la Real Academia, pero aunque se expusieron varios de sus once intentos desde 1788 para ser elegido miembro, todos fracasaron, y se rindió en 1803. Permaneció en Exeter pintando y enseñando, logrando un éxito razonable. En los últimos años de su vida volvió a vivir en Londres.
Permaneció como una figura oscura hasta principios del siglo XX, por lo que el coleccionista Paul Oppé pudo adquirir gran cantidad de obras importantes a muy bajo costo. Oppé quedó muy impresionado, especialmente con el estilo elegante y algo estilizado de Towne, que armonizaba con las tendencias de la pintura inglesa de la época. "El gusto de nuestro propio siglo por la creación de patrones coloridos y planos", como lo expresó Andrew Wilton en 1993. Las escrituras de Oppé y otros crearon un resurgimiento del interés en Towne, y más obras comenzaron a aparecer en el mercado. En la década de 1950 fue ampliamente reconocido como una figura importante y sus obras entraron en muchos museos, especialmente el Museo Británico y el Centro de Arte Británico de Yale. Un catálogo razonado de la obra del artista fue publicado por el Paul Mellon Center for Studies in British Art.
Desde enero de 2016, el Museo Británico realizó una exposición de las acuarelas que pintó en Roma, y el crítico de arte Jonathan Jones comentó:
   "Francis Towne, que no logró en 11 ocasiones ser elegido para la Royal Academy, tuvo la previsión de dejar estas acuarelas en el Museo Británico cuando falleció en 1816, y puede que no sea un famoso artista británico. Él es, sin embargo, como revela esta fascinante exposición, un gran pintor.